# Prinsuéjols-Malbouzon
Prinsuéjols-Malbouzon is een gemeente in het Franse departement Lozère (regio Occitanie). De plaats maakt deel uit van het arrondissement Mende. Prinsuéjols-Malbouzon is op 1 januari 2017 ontstaan door de fusie van de gemeenten Malbouzon en Prinsuéjols. De gemeente telde 250 inwoners op 1 januari 2022.

## Geografie
De oppervlakte van Prinsuéjols-Malbouzon bedroeg op 1 januari 2022 57,22 vierkante kilometer; de bevolkingsdichtheid was toen 4,4 inwoners per km².

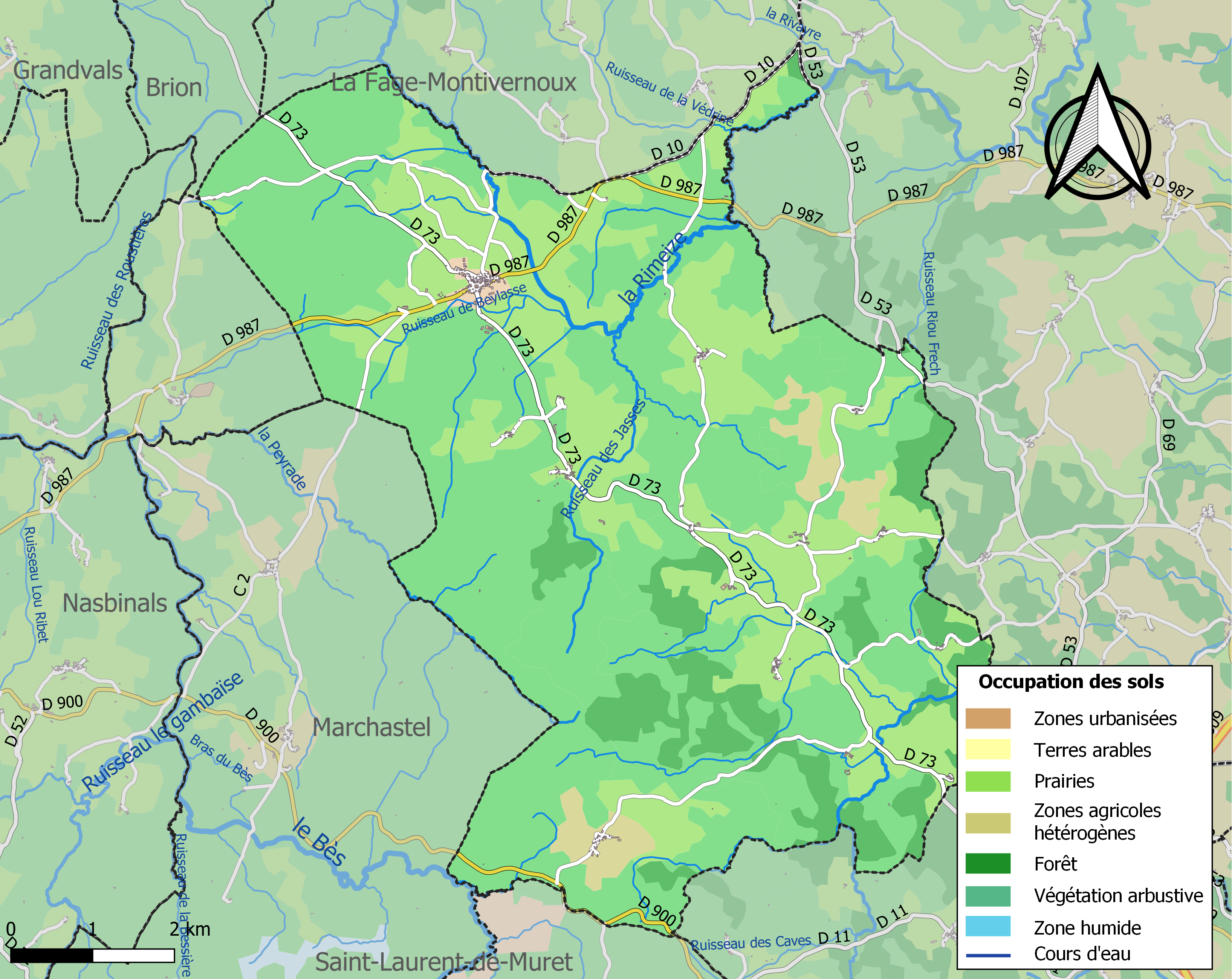
Kaart van de gemeente met de belangrijkste infrastructuur, bodemgebruik en omliggende gemeenten